# Enhanced Compressed Wavelet
Enhanced Compressed Wavelet, auch Enhanced Compression Wavelet, kurz ECW, ist ein proprietäres Dateiformat zur verlustbehafteten Speicherung sehr großer Rastergrafiken. Es wird hauptsächlich im GIS-Bereich verwendet.
ECW ist dem Format JPEG 2000 ähnlich und wurde von der Firma Earth Resource Mapping entwickelt. Es besitzt den Vorteil, dass Anwendungen zur Darstellung nicht die gesamte Rastergrafik im Arbeitsspeicher vorhalten müssen, sondern nur den Bereich, der aktuell angezeigt wird. Dadurch können sehr große Bildmengen, wie sie z. B. bei astronomischen Abbildungen, der Satellitenbilderstellung oder der Orthofotografie entstehen, bei guter Bildqualität stark komprimiert und auch auf handelsüblichen PCs genutzt werden. Die Rechte an dem Format hält nach Zwischenstation bei Leica Geosystems die Firma Intergraph inne.
Dateien im ECW-Format besitzen in der Regel die Dateinamenserweiterung .ecw.

## Anwendungen
ECW wird von führenden GIS-Lösungen im professionellen und semiprofessionellen Bereich unterstützt, darunter ArcGIS/ArcView, Global Mapper, Intergraph GeoMedia, FalconView, MapWindow GIS, gvSIG, QuoVadis, OziExplorer, QGIS.
Für das ECW als Graphikformat existieren Plug-ins für z. B. Adobe Photoshop, Corel PaintShop Pro, AutoCAD, IrfanView, ACDSee und andere, auch schlanke Viewer wie etwa XnView verarbeiten das Format. Für die Nutzung in Netzwerken oder im Internet wurde das auf ECW basierende Streamingprotokoll ECWP geschaffen.